# Маремма-абруцька вівчарка
Маремма-абруцька вівчарка (англ. Maremma and abruzzes sheepdog), або скорочено маремма — італійська робоча порода, історія якої прослідковується понад 2000 років.

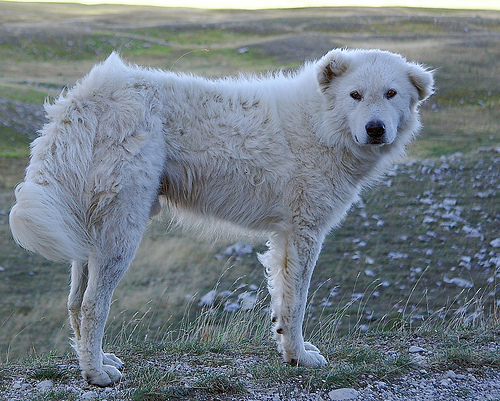

### Історія походження
Перші відомості про цих вівчарок, що збереглися до наших днів, датуються I століттям до н. е. Уже в ті далекі часи маремма використовувалися людьми для вигону худоби й охорони будинків. Вважалося, що ідеальний пастуший собака повинен бути виключно білого забарвлення, щоб в темряві його було добре видно. Свою назву порода цих вівчарок отримала в честь двох італійських регіонів — Абруцці і Маремма.

### Екстер'єр
Маремма міцні й витривалі собаки. Зріст дорослого пса сягає 65-73 см, вага — 35-45 кг, а суки — 60-68 см і 30-40 кг відповідно. Забарвлення цих вівчарок виключно білий, допускаються лимонні, світло-руді й блідо-бежеві відтінки шерсті. Маремма мають густу шерсть з густим підшерстям. Велика морда маремма нагадує ведмежу. У цих вівчарок великі висячі вуха V-подібної форми. Як правило, службовим вівчаркам цієї породи вуха кільцюють.

### Характер
Маремма-абруцька вівчарка безстрашний охоронець. Ці собаки готові ревно захищати своїх господарів і ввірену їм територію. Маремма не належать до поступливих чотирилапих друзів. Ці харизматичні вівчарки сприймають людину як рівноправного партнера. Але, не варто сприймати цих собак як суворих, неконтрольованих і агресивних тварин. Вони кмітливі вихованці, які здатні адекватно реагувати на різні ситуації й самостійно приймати рішення.
До сторонніх людей ці вівчарки ставляться підозріло, але без агресії. Без потреби маремма гавкати не стане, але в разі потреби своїм суворим риком відлякає всіх недоброзичливців. Для дітей маремма-абруцькі вівчарі ніжні й терплячі няньки-охоронці. З іншими вихованцями ці собаки прекрасно знаходять спільну мову. Маремми сприймають домашніх тварин як своїх підопічних, які потребують їх охорони.

### Догляд та утримання
Великого маремма-абруцьку вівчарку найкраще утримувати у просторому вольєрі. Завдяки густій шерсті, ці собаки добре адаптуються до температур від -40 до +40 С. У міській квартирі можна утримувати маремма, тільки за умови, що ви зможете виділити для нього досить особистого простору.
Попри білу шерсть, спеціально догляду вона не вимагає. Шерсть маремма від забруднень захищає жирова плівка. Вичісувати цих собак потрібно кілька разів на тиждень. Купати мареммо-абруцького вівчаря треба тільки за потреби. Цуценята маремма потребують фізичних навантажень і тривалих прогулянок. Дорослим вівчаркам інтенсивні навантаження не потрібні.
Попри хорошу переносність різних погодних умов, в жарку пору року треба стежити, щоб у мареммо-абруцького вівчаря був постійний доступ до води й берегти її від перегрівання. У вихованні цих чотирилапих вихованців слід проявляти наполегливість і послідовність, завойовуючи авторитет в очах собаки. Маремма-абруцькі вівчарі спокійні вихованці з врівноваженою психікою.

### Здоров'я
Представники породи маремма-абруцька вівчарка мають міцне здоров'я. У цих собак немає генетичних захворювань. Для підтримки здоров'я маремма не забувайте про планові щеплення, профілактичні огляди у ветеринара і правильному годуванні вихованця.
Дон Томазо Корсині написав про маремм: «Краса у спокої й у дії, інтелігентність, гідність, природні охоронні інстинкти все це дуже позитивні якості, але є щось більше в наших великих білих компаньйонах, ніж звичайні особливості, адже для них Людина рівна і друг, а не Бог і господар. Якщо ви хочете слухняності й покірливості, тримаєтеся трохи далі від нашої породи, але якщо ви цінуєте дружбу (давати й отримувати), трохи гумору і багато навчання, справжня маремма найкраще, що ви можете мати».

### Цікаві факти
Про породу маремма та їх використанні в порятунку пінгвінів у Австралії був знятий фільм Дивак / Oddball (2015).